# فيدل سانشيز هيرنانديز
فيدل سانشيز هيرنانديز (بالإسبانية: Fidel Sánchez Hernández)‏ (و. 1917 – 2003 م) هو سياسي من السلفادور .

## روابط خارجية
- فيدل سانشيز هيرنانديز على موقع مونزينجر (الألمانية)